# Martin Quinn
Martin Quinn, född 1994 i Paisley, Skottland, är en brittisk skådespelare.

## Rollista i urval
- 2019 – Our Ladies
- 2021 – Annika: mord till havs (TV-serie) (1 avsnitt)
- 2022 – Derry Girls (TV-serie) (1 avsnitt)
- 2023–  – Star Trek: Strange New Worlds (TV-serie)